# Fred Wesley
Fred Wesley es un trombonista, compositor, arreglista y productor musical estadounidense de funk y soul.

## Biografía
Nacido en Columbus, Georgia, la infancia de Wesley transcurrió en Mobile (Alabama), donde con tres años comenzó a estudiar piano con su abuela, una profesora de música. Pronto, sin embargo, se decantó hacia el sonido de las big bands gracias a la influencia de su padre, a cargo del departamento de música de la Mobile Central High School. Tras pasar por la trompeta, Wesley adoptó definitivamente el trombón, debutando con 12 años en la big band de la escuela y pasando rápidamente a tocar con distintos músicos locales. Cuando estudiaba en la Alabama State University Wesley pasó una pequeña temporada con Ike y Tina Turner antes de alistarse en el ejército estadounidense, en cuya School of Music obtendría finalmente su graduación. En 1967, tras cumplir sus obligaciones militares, forma The Mastersound, un proyecto propio que fusionaba ritmos de R&B con hard bop. Un año después de la puesta en marcha de dicho proyecto recibe la llamada de James Brown para unirse a su banda, oferta que Wesley acepta inmediatamente.
El estilo dictatorial de Brown chocaba frontalmente con el carácter de Wesley, lo que ocasionó la marcha de este último de 1969. Dos años más tarde, sin embargo, regresa a la banda de Brown como director musical y arreglista. De esta época proceden éxitos como  "Say It Loud (I'm Black and I'm Proud)", "Licking Stick", "Mother Popcorn", "Doin' It to Death" o "Papa Don't Take No Mess",en los que la mano de Wesley resulta evidente.
En 1975 Wesley vuelve a abandonar a Brown para unirse a George Clinton, colaborando en un álbum clásico: Mothership Connection. Al contrario que Brown, Clinton animaba a sus colaboradores de Parliament y Funkadelic a editar sus propios trabajos, y en 1977 ve la luz el primer álbum de The Horny Horns, "A Blow for Me, a Toot for You" que contaba con la colaboración de Clinton en las tareas de composición. The Horny Horns era un grupo formado por Wesley, Maceo Parker, los hermanos Gardener (los vientos de Parliament), Cordell Mosson y Michael Hampton que hacía P-Funk y Soul, a la vez trabajaban con otros grupos de P-Funk: Parlet, Brides of Funkenstein entre otras. Tras un segundo disco ("Say Blow by Blow Backwards" de 1979), P-Funk cae en picada, retoma su interés por el jazz: se une a la Count Basie Orchestra, y se establece al mismo tiempo como productor, a la vez que en 1980 estando en este grupo grabó su primer y gran trabajo "House Party", donde esta la reconocida canción del mismo nombre y otros temas de Funk, Jazz y Soul.
En 1981 se afinca en Hollywood, y continúa su carrera como músico de sesión, grabando y arreglando discos para artistas como Earth, Wind & Fire, Barry White o The Gap Band. A pesar de la caída de P-Funk siguió trabajando con los proyectos posteriores a la caída: los álbumes de George Clinton y Bootsy Collins fueron sus principales trabajos en la década de los 80, a finales de esa década el y Maceo Parker salen finalmente de la influencia de Clinton para grabar "To someone", publicado en 1988, que marca el inicio de una serie de grabaciones que serían editadas a lo largo de la década: "New Friends" (un disco de jazz grabado en 1990), "Comme Ci Comme Ça" (1991), "Be Funky and Amalgamation" (1994), o "Full Circle (Be Bop to Hip Hop)" (1997). Asimismo se une a sus antiguos colegas de la banda de James Brown para efectuar varias giras bajo el nombre de JB Horns y forma su propio grupo ("Fred Wesley Group") en 1996. En 2002 publica sus memorias con el título "Hit Me, Fred: Recollections of a Sideman", y en 2010 edita un nuevo disco, "With a Little Help from My Friends" bajo el sello BHM Records. Desde entonces es profesor adjunto de estudios de jazz en la University of North Carolina (Greensboro), además de dar habitualmente clínicas, lecturas y talleres sobre jazz y funk.

## Estilo y valoración
Fred Wesley es sobre todo conocido por su trabajo con James Brown, con quien diseñó un sonido funk enormemente influyente y plenamente reconocible que luego desarrolló con George Clinton y Bootsy Collins. Reconocido por sus propios colegas como uno de los mejores trombonistas de su generación (junto a Frank Lacy, Ray Anderson o Steve Turre, por citar solo a unos pocos), Fred es, además, uno de los más grandes compositores y arreglistas del funk, habiendo jugado un papel esencial en la definición de un sonido que hoy se considera estándar dentro del estilo. El talento de Wesley como improvisador y como músico de jazz, su papel en la transición musical de James Brown desde el soul hasta el funk y la enorme influencia que su concepción musical ha tenido en la música moderna (recogida, por ejemplo en incontables samples de sus temas con Brown, usados una y otra vez por artistas del Hip hop) lo sitúan definitivamente como una figura de absoluta referencia dentro de su instrumento en particular y dentro de la música negra contemporánea en general.

## Colaboraciones
En una carrera que abarca más de 40 años, Fred Wesley ha colaborado, entre otros muchos músicos con Ray Charles, James Brown, Parliament, The J.B.'s, George Clinton, Bootsy Collins, The Horny Horns, Lionel Hampton, Randy Crawford, Vanessa Williams, The S.O.S. Band, Cameo, De La Soul, Poncho Sánchez, New York Voices, Slide Hampton, Van Morrison, Earth, Wind & Fire, Barry White, The Gap Band, Curtis Mayfield, Terry Callier entre otros.

## En solitario
- 1980 House Party
- 1988 To Someone
- 1991 Comme Ci Comme Ça
- 1994 Amalgamation
- 1994 Swing and Be Funky
- 1999 Full Circle - From Be Bop to Hip-Hop
- 2002 Wuda Cuda Shuda
- 2009 Tweet tuit
- 2010 With a Little Help from My Friends

## En P-Funk

### ConGodmoma
- 1981 Godmoma Here

### ConSweat Band
- 1980 Sweat Band

### ConParlet
- 1978 Pleasure Principle
- 1979 Invasion of the Booty Snatchers
- 1980 Play Me or Trade Me

### ConThe Brides of Funkenstein
- 1978 Funk or Walk
- 1979 Never buy Texas from a Cowboy
- 1980 Shadows on the Wall, Shaped like the Hat you Wore

### ConThe Horny Horns
- 1977 A Blow for Me, A Toot to You
- 1979 Say Blow by Blow Backwards
- 1994 The Final Blow

### ConBootsy Collins
- 1980 Ultra Wave
- 1982 The One Giveth, The Count Taketh Away
- 1988 What's Bootsy Doin?

### ConGeorge Clinton
- 1982 Computer Games
- 1983 You Shouldn't-nuf Bit Fish
- 1985 Some of my Best Jokes are Friends
- 1986 R&B Skeletons in the Closet

### ConBootsy's Rubber Band
- 1976 Stretchin' Out in Boosty's Rubber Band
- 1977 Ahh...The Name Is Bootsy, Baby!
- 1978 Bootsy? Player of the Year
- 1979 This Boot Is Made for Fonk-n

### ConParliament
- 1975 Mothership Connection
- 1976 The Clones of Dr. Funkenstein
- 1977 Live: P-Funk Earth Tour
- 1977 Funkentelechy Vs. The Placebo Syndrome
- 1978 Motor-Booty Affair
- 1979 Gloryhallastoopid (Or Pin the Tail on the Funky)
- 1980 Trombipulation

## Con James Brown

### ConThe J.B.'s
- 1972 Food For Thought
- 1973 Doing It to Death'
- 1974 Damn Right I Am Somebody
- 1974 Breakin' Bread
- 1975 Hustle With Speed
- 1989 Pee Wee, Fred and Maceo
- 1993 Funky Good Time / Live
- 1994 I Like It Like That
- 1999 Bring the Funk On Down

### ConJames Brown
- 1969 Say It Loud, I'm Black and I'm Proud
- 1970 Sex Machine
- 1971 Hot Pants
- 1971 Revolution of the Mind
- 1972 There It Is
- 1972 Get on the Good Foot
- 1973 Black Caesar
- 1973 Slaughter's Big Rip-Off
- 1974 The Payback
- 1974 Hell
- 1975 Reality